# Kim André Madsen
Kim André Madsen (ur. 12 marca 1989 w Oslo) – norweski piłkarz występujący na pozycji obrońcy. Zawodnik klubu Strømsgodset IF.

## Kariera klubowa
Madsen jako junior grał w zespołach Vestli IF, SF Grei oraz Lyn Fotball. W 2006 roku został włączony do pierwszej drużyny Lyn, grającej w Tippeligaen. W lidze tej zadebiutował 31 lipca 2006 roku w przegranym 1:2 pojedynku z IK Start. W sezonie 2008 przebywał na wypożyczeniu w drużynie Nybergsund IL z 1. divisjon. Rozegrał tam osiem spotkań.
W 2009 roku Madsen odszedł z Lyn do innego zespołu Tippeligaen, Strømsgodset IF. Zadebiutował tam 15 marca 2009 roku w zremisowanym 3:3 spotkaniu z IK Start. W 2010 roku zdobył z klubem Puchar Norwegii.

## Kariera reprezentacyjna
W reprezentacji Norwegii Madsen zadebiutował 10 sierpnia 2011 roku w wygranym 3:0 towarzyskim meczu z Czechami.